# 圣十字圣保罗医院
圣十字圣保罗医院是加泰罗尼亚巴塞罗那的一组建筑群，兴建于1901年到1930年，由加泰罗尼亚现代主义建筑师路易·多梅内克·蒙塔内尔（Lluís Domènech i Montaner）设计。与加泰罗尼亚音乐宫一起被联合国教科文组织列为世界遗产。直到2009年6月，这里一直完全作为医院使用。目前正在改为博物馆和文化中心。

## 历史
虽然圣保罗医院目前的建筑兴建于20世纪，但是这座医院是创建于1401年，由6个较小的中世纪医院合并而成，时称聖十字醫院。医院的旧建筑建于15世纪，位于巴塞罗那市中心，现在设有艺术学校（Escola Massana）和加泰罗尼亚图书馆（Biblioteca de Catalunya）。

## 奖项
在1991年，荣获“乔治十字勋章”。
自2003年以来，新医院大楼在多梅内克·蒙塔内尔建筑的北侧。